# Elecciones al Congreso de los Diputados de noviembre de 2019 (Cáceres)
Las elecciones al Congreso de los Diputados de 2019 se celebraron en la provincia de Cáceres el domingo 10 de noviembre, como parte de las elecciones generales convocadas por Real Decreto dispuesto el 4 de marzo de 2019 y publicado en el Boletín Oficial del Estado el día siguiente. Se eligieron los 4 diputados del Congreso correspondientes a la circunscripción electoral de Cáceres, mediante un sistema proporcional (método d'Hondt) con listas cerradas y un umbral electoral del 3%.

## Resultados
Los comicios depararon 2 escaños al Partido Socialista Obrero Español y 1 alPartido Popular y a Vox
| Candidatura                                          | Candidatura                                          | Votos   | %                                        | Escaños                                  |
| ---------------------------------------------------- | ---------------------------------------------------- | ------- | ---------------------------------------- | ---------------------------------------- |
|                                                      | Partido Socialista Obrero Español (PSOE)             | 85 135  | 38,46                                    | 2                                        |
|                                                      | Partido Popular (PP)                                 | 61 527  | 27,79                                    | 1                                        |
|                                                      | Vox (Vox)                                            | 35 807  | 16,18                                    | 1                                        |
| Unidas Podemos (Podemos-IU)                          | Unidas Podemos (Podemos-IU)                          | 20 101  | 9,08                                     | 0                                        |
| Ciudadanos (Cs)                                      | Ciudadanos (Cs)                                      | 15 533  | 7,02                                     | 0                                        |
| Partido Animalista Contra el Maltrato Animal (PACMA) | Partido Animalista Contra el Maltrato Animal (PACMA) | 1276    | 0,58                                     | 0                                        |
| Extremadura Unida                                    | Extremadura Unida                                    | 1347    | 0,61                                     | 0                                        |
| Recortes Cero-Grupo Verde (R0-GV)                    | Recortes Cero-Grupo Verde (R0-GV)                    | 342     | 0,15                                     | 0                                        |
| Por un Mundo Más Justo (PUM+J)                       | Por un Mundo Más Justo (PUM+J)                       | 295     | 0,13                                     | 0                                        |
| Votos válidos                                        | Votos válidos                                        | 221 363 | 100,00                                   | 4                                        |
| Votos nulos                                          | Votos nulos                                          | 4364    | Participación: · \| \| 66,08 % \| 10,54% | Participación: · \| \| 66,08 % \| 10,54% |
| Votantes                                             | Votantes                                             | 227 621 | Participación: · \| \| 66,08 % \| 10,54% | Participación: · \| \| 66,08 % \| 10,54% |
| Electores                                            | Electores                                            | 344 445 | Participación: · \| \| 66,08 % \| 10,54% | Participación: · \| \| 66,08 % \| 10,54% |
|                                                      | 66,08 %                                              |         |                                          |                                          |

## Diputados electos
Relación de diputados electos:
| N.º | Nombre                           | Lista | Lista |
| --- | -------------------------------- | ----- | ----- |
| 1   | Ana Belén Fernández Casero       |       | PSOE  |
| 2   | Alberto Casero Ávila             |       | PP    |
| 3   | César Joaquín Ramos Esteban      |       | PSOE  |
| 4   | María Magdalena Nevado del Campo |       | Vox   |